# Battaglia di Melitene
Nella Battaglia di Melitene del 1100 una colonna di Crociati guidata da Boemondo I d'Antiochia fu sconfitta dai turchi Danishmendidi comandati da Danishmend Ghazi.

## Scenario
Dopo aver conquistato il Principato d'Antiochia nel 1098, Boemondo si alleò con gli armeni di Cilicia.
Gli Armeni chiesero aiuto a Boemondo quando seppero che Danishmend Ghazi stava preparando una spedizione per conquistare Melitene, la città  governata da Gabriele di Melitene.

## La battaglia
Temendo di indebolire le sue forze in Antiochia ma deciso a cogliere l'opportunità di estendere il suo dominio verso nord, Boemondo mosse verso settentrione nell'agosto del 1100 con solo 300 cavalieri e un piccolo contingente di fanti.
Così non riuscì ad inviare degli esploratori e cadde in una imboscata dei turchi guidati da Ghâzi Dānishmend, che lo circondarono completamente; "la maggior parte dei Crociati fu uccisa" compresi i vescovi armeni di Maʿrash ed Antiochia.
Boemondo riuscì a inviare un soldato a chiedere aiuto a Baldovino di Edessa, ma fu catturato insieme a Riccardo di Salerno e portato in catene nelle prigioni di Neocaesarea del Ponto (la moderna Niksar).

## Avvenimenti successivi
Questa battaglia pose fine alla serie di vittorie conseguite dai partecipanti alla Prima crociata.
Boemondo languì in prigione fino al 1103, la sua liberazione divenne l'obiettivo fallito di una sfortunata Crociata del 1101, quella "dei Lombardi".
In seguito Baldovino, Conte di Edessa e futuro re di Gerusalemme riuscì a portare soccorso a Melitene che tuttavia cadde in mano ai Danishmendidi nel 1103.

### Il riscatto di Boemondo
Apprendendo della cattura di Boemondo, Alessio I, che era infuriato perché Boemondo aveva tenuto per sé Antiochia violando il  giuramento di vassallatico prestato a Costantinopoli, offrì 260 000 dīnār a Ghazi Gumushtakin per la consegna del prigioniero a Bisanzio.
Quando Qilij Arslan I, il sovrano selgiuchide di Rūm, seppe del pagamento offerto ne chiese la metà, minacciando altrimenti un attacco.
Boemondo offrì allora un riscatto di 130 000 dīnār solo a chi lo aveva catturato. L'affare fu concluso e Ghâzi e Boemondo si scambiarono giuramenti di amicizia.
Riscattato nel 1103 da Baldovino di Edessa, Boemondo tornò in trionfo ad Antiochia nell'agosto di quell'anno.